# Sentul International Circuit
Sentul International Circuit – tor wyścigowy znajdujący się na wyspie Jawa niedaleko miasta Bogor w Indonezji.
Odbywały się tu wyścigi różnych serii m.in. Azjatyckiej serii GP2, Azjatyckiej Formuły BMW, Ajatyckiej Formuły 3, Asia Carrera Cup, Azjatyckiej Formuły V6 czy ATCC.

## Historia
Tor został zaprojektowany tak, aby spełniał standardy Formuły 1. Był to pierwszy poza Japonią azjatycki tor wyścigowy o takich standardach.  W 1990 Tommy Suharto, entuzjasta sportów motorowych i syn ówczesnego prezydenta Indonezji Suharto zaczął promować budowę tego toru. W 1993 tor został oficjalnie otwarty przez Suharto.
W 1993 miał się tutaj odbyć wyścig Formuły 1 o Grand Prix Indonezji. Jednak zakręty na tym torze były zbyt ciasne. W efekcie czego tor został przebudowany i skrócono jego długość do 4,12 km. To sprawiło, że tor nie spełniał już standardów Formuły 1.
W 1996 i 1997 odbyło się tutaj Motocyklowe Grand Prix Indonezji zaliczane do Motocyklowych Mistrzostw Świata.

## Udogodnienia
Obiekt zawiera również:
- Tory Motocrossowe, Autocrossowe i Gokatrowe
- 3–gwiazdkowy hotel
- Pole golfowe
- Restaurację
- Centrum rekreacji